# Franz Kollasch
Franz Kollasch (* 3. Oktober 1923 in Eitorf) ist ein deutscher Schauspieler.

## Leben
Kollasch erlernte seinen Beruf von 1946 bis 1948 am Institut für Darstellende Kunst in Köln und gab 1948 am Westdeutschen Landestheater Neuß sein Bühnendebüt als Leander in Franz Grillparzers Des Meeres und der Liebe Wellen. Es folgten Bühnenengagements am Theater im Zimmer Aachen 1951/52, am Stadttheater Konstanz sowie am Deutschen Theater in Göttingen. Zu seinen Bühnenrollen zählen der Estragon in Samuel Becketts Warten auf Godot, der Woyzeck in Georg Büchners gleichnamigen Stück, der Pylades in Johann Wolfgang von Goethes Iphigenie, der Louis Laine in Paul Claudels Der Tausch, der Captain Fisby in John Patricks Das kleine Teehaus, der Mortimer in Friedrich von Schillers Maria Stuart, der Hofmarschall Kalb in Schillers Kabale und Liebe, der Riccaut in Lessings Minna von Barnhelm sowie der Oswald in Henrik Ibsens Gespenster.
Seit den 1960er-Jahren trat Kollasch auch in zahlreichen Fernsehproduktionen auf. Er spielte unter vielen namhaften Regisseuren; so arbeitete er mit Ingmar Bergman in der Molière-Adaption Don Juan, mit Samy Molcho in Der Neger nach Jean Genet, mit Karl Fruchtmann in Krankensaal 6 nach Anton Tschechow, mit Tom Toelle in Fragestunde sowie mit Eberhard Itzenplitz in Tschechows Drei Jahre und Das Missverständliche im Leben des Herrn Knöbel. Daneben spielte er in zwei Filmen der Reihe Tatort neben Götz George als Kommissar Schimanski. Zu Kollaschs raren Kinoproduktionen zählen Alexander Kluges Der starke Ferdinand und Wolfgang Petersens Drama Die Konsequenz mit Jürgen Prochnow.
Außerdem war Kollasch als Sprecher für Filmsynchronisation und Hörfunk tätig. So wirkte er beispielsweise im Hörspiel Der Revolutionär beim NWDR Köln mit.

## Filmografie (Auswahl)
- 1966: Der Neger
- 1967: Drei Jahre
- 1968: Das Missverständliche im Leben des Herrn Knöbel
- 1968: Nur ein Cello
- 1969: Fragestunde
- 1972: Agent aus der Retorte
- 1974: Krankensaal 6
- 1976: Der starke Ferdinand
- 1977: Die Konsequenz
- 1978: Heinrich Heine
- 1981: Tatort: Grenzgänger
- 1984: Tatort: Kielwasser
- 1985: Don Juan